# Cybaeodamus ornatus
Cybaeodamus ornatus är en spindelart som beskrevs av Cândido Firmino de Mello-Leitão 1938. 
Cybaeodamus ornatus ingår i släktet Cybaeodamus och familjen Zodariidae. Inga underarter finns listade i Catalogue of Life.